# Curcănești, Buzău
Curcănești este un sat în comuna Pârscov din județul Buzău, Muntenia, România. Se află în zona Subcarpaților de Curbură, în valea Buzăului, pe malul stâng al râului.